# Perarella
Perarella is een geslacht van neteldieren uit de  familie van de Cytaeididae.

## Soorten
- Perarella clavata (Jäderholm, 1905)
- Perarella fallax (Broch, 1914)
- Perarella parastichopae Hirohito, 1988
- Perarella propagulata Bavestrello, 1987
- Perarella schneideri (Motz-Kossowska, 1905)